# حركة سانساس الأوروجينية
حركة سانساس الأوروجينية هي حركة أوروجينية (حركة تكون الجبال) قديمة نشأت خلال حقبة الطلائع القديمة وحقبة الطلائع الوسطى وحُفظت حاليًا باسم أوروجن سانس في كراتون الأمازون في أمريكا الجنوبية. حوالي 85 ٪ من الحزام مغطى برواسب دهر البشائر. من بين 15 ٪ المتبقية من الأوروجن المكشوفة على السطح تقع أفضل النتوءات حول الحدود بين بوليفيا والبرازيل. ويعتقد أن أوروجن الأصلي امتدت مرة واحدة في منطقة من فنزويلا إلى الأرجنتين وباراغواي. أوروجن وقد أدرجت هامش الغربية والجنوبية الشرقية من سانساس في الحركة الأوروجينية الأنديزية ‏ (تكون الجبال الأنديز) والحركة الأوروجينية البرازيلينية على التوالي. كانت حركة سانساس الأوروجينية نشطة خلال أربع مراحل منفصلة: 
- حركة سانت هيلانة الأوروجينية 1465–1427 م.س
- حركة كاندياس الأوروجينية 1371–1319 م.س
- حركة سان أندريس الأوروجينية 1275 م.س
- حركة نوفا برازيلانديا الأوروجينية 1180–1110 م.س